# Dsamou Micheline
Micheline Dsamou, née Micheline Moutio, voit le jour le 1er juin 1947 à Bangangté, dans la région de l'ouest du ⁣⁣Cameroun⁣⁣⁣⁣. Pharmacienne et femme politique camerounaise, elle est sénatrice au parlement du Cameroun depuis mars 2018.

## Biographie

### Enfance et Débuts
Micheline fait ses études primaires à l’école publique de New Bell, un quartier de la ville de Douala. Elle poursuit ses études secondaires au Collège Noutong de Bangangté, puis au lycée des jeunes filles de Douala et enfin au Lycée d’Etampes en France. Au début des années 70, elle s’inscrit à la Faculté de Médecine et de Pharmacie d’Angers. Elle y ressort avec un diplôme en pharmacie. 

### Carrière
Micheline est aussi une femme d'affaires. Après ses études, la jeune diplômée décide de retourner au Cameroun afin de contribuer au développement du pays qui est en plein boom économique. 
Dès son arrivée au Cameroun, elle rachète la pharmacie Guely à un expatrié français. À 28 ans, elle crée en 1975 à Yaoundé la Pharmacie du soleil.
En 1986, elle fonde pharmacam une société de distribution de produits pharmaceutiques et au début des années 90 elle se lance dans le transit et la logistique avec la création de Line Transit.
Elle est à la tête de plusieurs autres entreprises.

### Parcours Politique
En septembre 2011, Dsamo Micheline est élue membre suppléant du comité central du Rassemblement Démocratique du Peuple Camerounais et en 2018 elle est élue sénatrice.
Elle est réellue sénatrice en mars 2023.